# Antoinette Briët

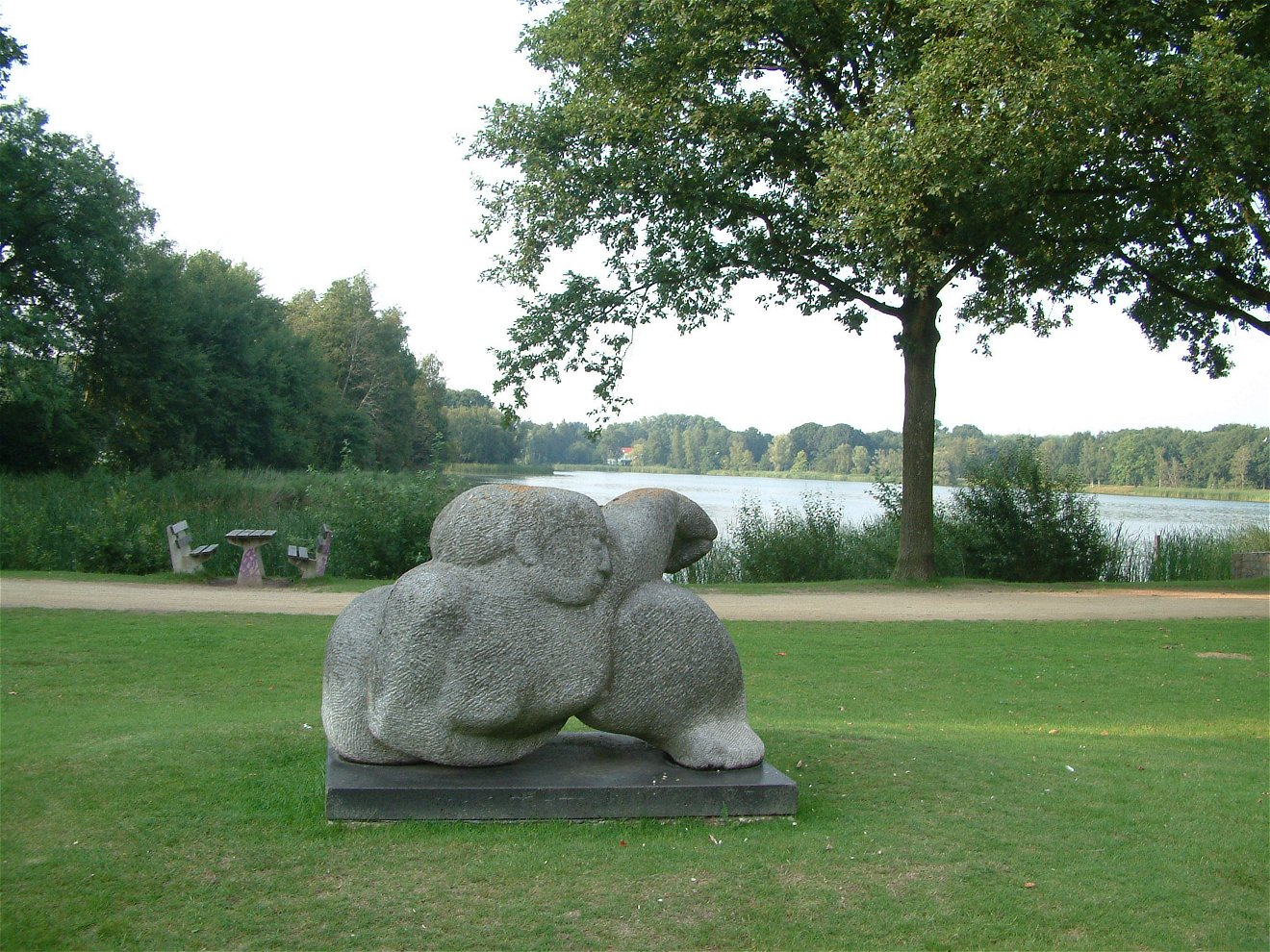
"Vrouw", beeld te Eindhoven

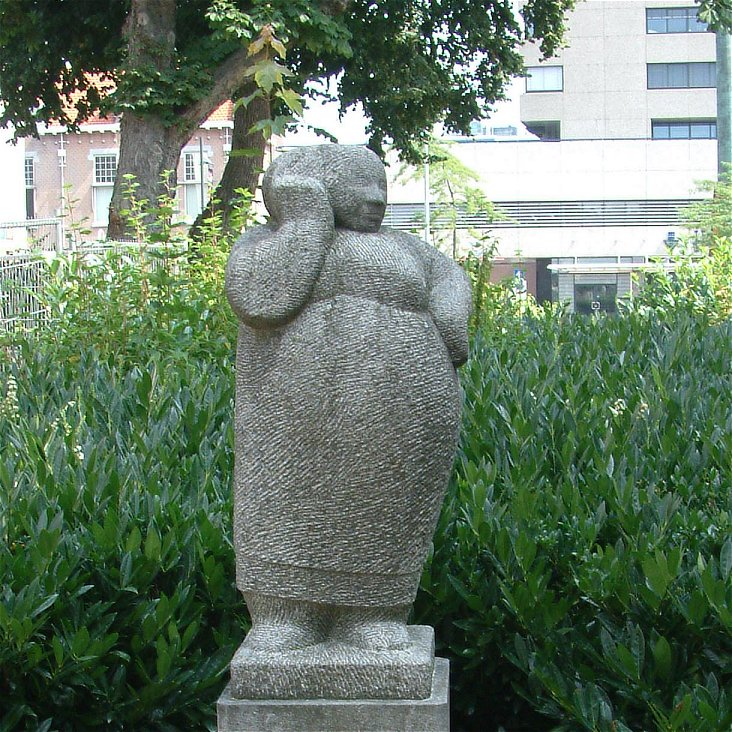
"Ons Moeder", beeld te Eindhoven

Antoinette Marie Briët (Amsterdam, 27 mei 1954) is een Nederlandse beeldhouwster.

## Leven en werk
Antoinette Briët is een telg van de familie Briët. Ze is een kleindochter van de architect Paul Briët en achterkleindochter van de schilder Arthur Briët. Na haar eindexamen MMS in Hilversum in 1971 studeerde ze van 1971 tot 1976 aan de Rijksakademie van beeldende kunsten in Amsterdam bij onder anderen Paul Grégoire, Piet Esser en Theresia van der Pant. Na haar studie vestigde zij zich in Eindhoven en trouwde met Piet Slooten.
Briët combineert vrij werk met het uitvoeren van opdrachten voor kunst in de openbare ruimte. Zij maakt daarbij gebruik van uiteenlopende technieken en materialen, zoals brons, hardsteen, hout en roestvast staal. Hoewel Briët sterk uiteenlopend werk heeft vervaardigd, is haar werk in het algemeen figuratief, herkenbaar, soms ook vrijwel abstract door een sterke vereenvoudiging van de vormen, en vaak geïnspireerd door dieren.

## Enkele werken
- Kind (1975), Basisschool, Diepenveen
- Dolfijnen (1976), Basisschool, Okkenbroek

- Olifant (1978), Hof van Eden, Eindhoven
- Reliëf (1979), Huize Brugchelen, 's-Graveland
- Vogel (1980), Gymnasium Beekvliet, Sint-Michielsgestel
- Vrouw (1981), Karpendonkse plas, Eindhoven
- Olifant (1981), Politiebureau, Hank
- Patio (1981), Binnenplaats MAVO/LHNO-school, Made
- Varken (1981), Walplein, Oss
- Eenden (1983), Woonwijk "Jordaan", Boxtel
- Danser (1984), City Centrum, Veldhoven
- Vogels (1986), TU/e terrein, ingang voormalig PTH-gebouw, Eindhoven
- Danseres (1986), Burghplein, Eindhoven
- Joris en de Draak (1988), Gevel gemeentehuis Asten
- Ons Moeder (1989), Kleine Berg, Eindhoven
- Vogels (1990), Raadhuisplein, Best
- Schots gedenkteken (1994), Bevrijdingsmonument, Koetshuistuin, Best
- Stieren (1994) en Danseres (1994), Stadskantoor Eindhoven
- Hanen (1995), Teteringen
- Salomo (1995), Bibliotheek, Veldhoven
- Jong en Oud (1997), Ten Borchwardplein, Heeze
- Ahoy! (1997), Wijk Hanevoet, Eindhoven
- Drie Ossen (2000), hoek Kloosterstraat/Willibrordusstraat, Wintelre
- Leeuwen (2005), Dalfsen
- Blaupad (2008), Giesenplein, Wanroij